# Entwicklungspolitik
Entwicklungspolitik ist ein Überbegriff für staatliche Programme, die die politische, wirtschaftliche und soziale Situation in Entwicklungsländern verbessern sollen.
Motiviert durch ethisch-moralische Vorstellungen, aber auch eigene Interessen wie das Ziel, bestimmte Staatsformen zu verbreiten, die eigene Sicherheit zu gewährleisten und der Wirtschaft neue Absatzmärkte und Ressourcenquellen zu bescheren, wurde die Unterstützung von Entwicklungsländern speziell nach dem Zweiten Weltkrieg Teil der politischen und gesellschaftlichen Debatte.
Die Entwicklungshilfe leistenden Staaten, auch Geberländer genannt, und Nichtregierungsorganisationen versuchen zum einen, die akute Armut zu bekämpfen – also die elementaren Grundbedürfnisse wie Nahrung, Unterkunft und medizinische Versorgung zu decken. Darüber hinaus geht es darum, dauerhaft die Unterentwicklung zu überwinden – durch Bildung, infrastrukturelle Maßnahmen, Wirtschaftsförderung und die Etablierung bestimmter gesellschaftlicher Strukturen.
Die Art und Intensität der Hilfen variieren dabei durch unterschiedliche Weltanschauungen, Glauben an die Effektivität von entwicklungspolitischen Maßnahmen und die wirtschaftliche Lage der Geber.
Seit dem Ende des Kalten Krieges konzentrieren sich die Bestrebungen auf die Einrichtungen einer Demokratie mit möglichst nachhaltiger sozialer Marktwirtschaft. Als Ziel haben sich die Vereinten Nationen 1970 den Anteil von 0,7 % des Bruttonationaleinkommens gesetzt, der für die Entwicklungszusammenarbeit verwendet wird. Die tatsächlichen Hilfen liegen bis heute im Durchschnitt weit unter dieser Marke.

## Geschichte der Entwicklungspolitik
Die Entwicklungspolitik ist im Kontext des Kalten Krieges entstanden. Die Antrittsrede von Harry S. Truman, mit der er am 20. Januar 1949 die Gründung der NATO ankündigte, gilt auch als Gründungsdokument der Entwicklungspolitik:
„In addition, we will provide military advice and equipment to free nations which will cooperate with us in the maintenance of peace and security. Fourth, we must embark on a bold new program for making the benefits of our scientific advances and industrial progress available for the improvement and growth of underdeveloped areas. More than half the people of the world are living in conditions approaching misery. Their food is inadequate. They are victims of disease. Their economic life is primitive and stagnant. Their poverty is a handicap and a threat both to them and to more prosperous areas. For the first time in history, humanity possesses the knowledge and skill to relieve the suffering of these people.“
Im Laufe der Zeit wechselten die Schwerpunkte der Entwicklungspolitik, die in Entwicklungsleitbilder zusammengefasst werden. Ein Entwicklungsleitbild folgte dabei globalen Trends, die sich zumeist aus der Kräftekonstellation der international politisch und wirtschaftlich führenden Länder ergeben.

### Vor 1960 – ein außenpolitisches Instrument
Vor 1960 gab es keine Entwicklungspolitik, die diesen Namen verdient hätte. Die USA und Europa waren mit dem Aufbau des nach dem Zweiten Weltkrieg zerstörten Europas ausgelastet. Die Außenpolitik unterstützte Staaten, um die durch die Dekolonialisierung schnell wachsende Zahl von unabhängigen Entwicklungsländern für die eigene Politik und im Kalten Krieg als Bündnispartner zu gewinnen. Beispielsweise unterstützte die Bundesrepublik Deutschland einige Staaten, um deren Anerkennung der DDR zu verhindern. Diejenigen Staaten, die sich dem Ost-West-Konflikt entziehen wollten, bildeten auf eine Initiative des jugoslawischen Präsidenten Tito, des ägyptischen Staatschefs Nasser und des indischen Premiers Nehru 1956 die Bewegung der blockfreien Staaten. Die Organisation konstituierte sich 1961 auf ihrer ersten Sitzung in Belgrad. Ihr traten viele afrikanische und asiatische Staaten bei. Ihr Ziel ist die Gleichberechtigung zwischen den Staaten und eine positive wirtschaftliche Entwicklung der Mitgliedsländer.

### 1960er – Entwicklung durch Wachstum

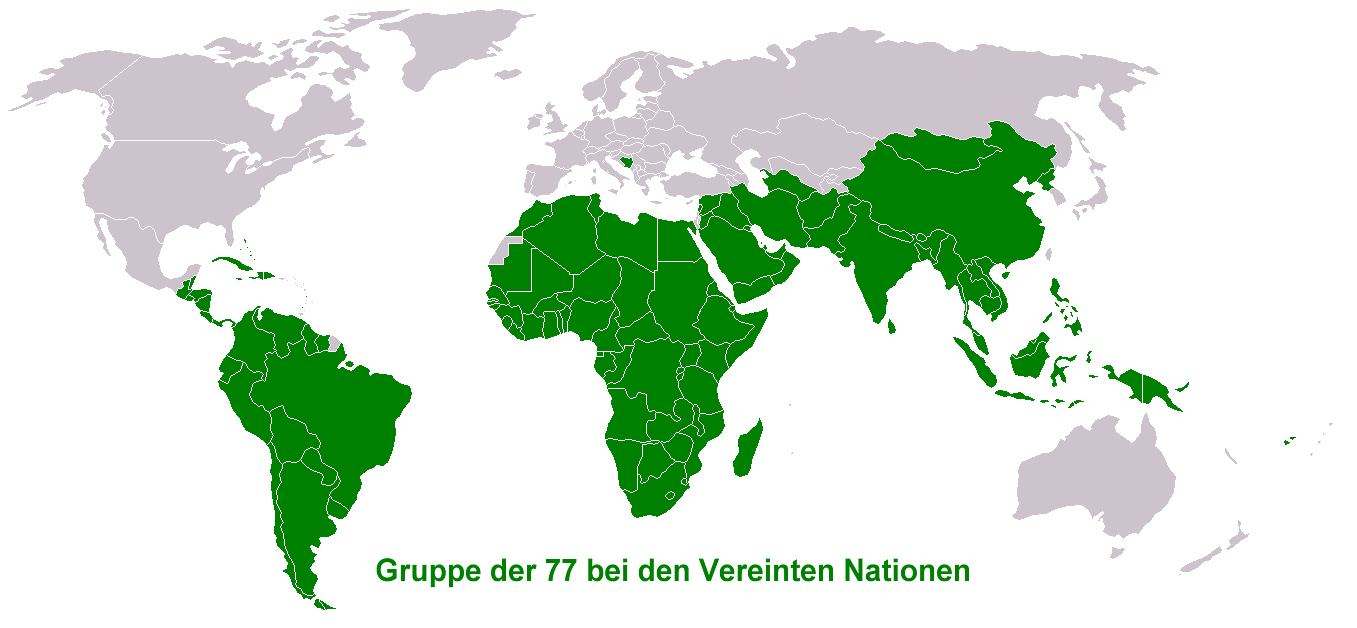
Mitgliedsländer der Gruppe 77

Anfang der 1960er starteten die USA mit der Entwicklungspolitik als einem Instrument der Sicherheitspolitik. Schnell erhielt die Entwicklungspolitik ein größeres Eigengewicht, was in den USA zur Gründung der Agency for International Development (AID) und in der Bundesrepublik Deutschland zur Schaffung des Bundesministerium für wirtschaftliche Zusammenarbeit und Entwicklung (BMZ) führte.
Das bis Ende der 1960er vorherrschende Konzept Entwicklung durch Wachstum beruhte auf:
- der Annahme, die Unterentwicklung beruhe auf Kapitalmangel und genügend Kapital allein würde zu Wachstum und Entwicklung führen;
- der Annahme, genügend Wachstum würde ein „Durchsickern“ des Wohlstands (Trickle-Down-Effekt) in rückständige Regionen und Sektoren, in tiefere soziale Schichten bewirken;
- der Erwartung, dass eine stärkere Einbindung der Entwicklungsländer in den Weltmarkt als Wachstumsmotor wirken und eine größere Nachfrage der Industrieländer auslösen würde;
- der Ansicht, dass den Entwicklungsländern gar nichts anderes übrig bleibe, als durch nachholende Industrialisierung die Industrieländer einzuholen.

1964 wurde im Verlauf der ersten Welthandelskonferenz (UNCTAD) die Gruppe der 77 gegründet mit dem Ziel, die Position der Entwicklungsländer auf dem Weltmarkt zu verbessern.
1969 stellte der vom damaligen Weltbank-Präsidenten Robert McNamara und vom ehemaligen kanadischen Ministerpräsidenten und Friedensnobelpreisträger Lester Pearson vorgelegte Pearson-Bericht das Scheitern des Konzeptes Entwicklung durch Wachstum fest. Das Wachstum, wenn es wirklich eintrat, erfolgte regional sehr uneinheitlich. Lokal weitete sich die Armut eher aus, die wachstumsfördernden Maßnahmen kamen vor allem der Oberschicht in den Entwicklungsländern zugute.

### 1970er – Grundbedürfnisstrategie
Aus der Analyse des Pearson-Berichts heraus formulierte Robert McNamara die Grundbedürfnisstrategie, die auf der Annahme basiert, dass auf die Befriedigung der Grundbedürfnisse Wachstum folgt.
Die Grundbedürfnisse werden in zwei Kategorien unterteilt:
- immaterielle Grundbedürfnisse: dazu zählen Freiheit, Selbstbestimmung, kulturelle Identität, Gesundheit, Bildung, Arbeit
- materielle Grundbedürfnisse: dazu zählen Nahrung, Wasser, Kleidung, Wohnung, Infrastruktur

Grundbedürfnisorientierte Aktionsprogramme wurden gestartet: Nahrung für alle (FAO), Gesundheit für alle (WHO), Bildung für alle (UNESCO), Arbeit für alle (IAO). Inhaltlich änderte sich bei diesen Aktionsprogrammen jedoch wenig gegenüber Entwicklung durch Wachstum. Im März 1980 beauftragte Robert McNamara Willy Brandt, die Nord-Süd-Kommission zu leiten, auf der der Brandt-Bericht vorgelegt wurde.

### 1980er – Das verlorene Jahrzehnt
Während der Ölkrisen 1973 und 1979/80 wurden durch den steigenden Ölpreis große Geldmengen von den Ölscheichs über die Banken in Entwicklungsländer investiert, da ein Land als sicherer Schuldner galt. Hohe Zinsen und Fehlinvestitionen führten zu einer bedrohlich zunehmenden Auslandsverschuldung der Entwicklungsländer. Als diese in den 1980er Jahren schließlich mehr Schulden und Schuldzinsen zurückzahlen mussten, als sie aufbringen konnten, kam es zu den ersten Zahlungsunfähigkeitserklärungen von Ländern (Mexiko, 13. August 1982).
Zusätzlich war der Anfang der 80er Jahre durch eine schwere Wirtschaftskrise gekennzeichnet, nach einer Stagnation in den 1970ern fielen in vielen Ländern die Wachstumsraten steil ab. Fallende Rohstoffpreise ließen die Exporterlöse der Entwicklungsländer sinken und die Schuldenberge weiter wachsen. Ehemalige Schwellenländer (Brasilien, Elfenbeinküste) und Ölländer (Mexiko, Venezuela, Nigeria, Algerien) gerieten in schwere Wirtschafts-, Sozial- und Politikkrisen.
Die 1980er waren deshalb für viele Entwicklungsländer ein verlorenes Jahrzehnt. Ausnahmen bildeten die Tigerstaaten im Fernen Osten (Südkorea, Taiwan, Hongkong, Singapur) und die Volksrepublik China.

### Ab den 1990ern – Nachhaltige Entwicklung
Die Idee der nachhaltigen Entwicklung (sustainable development) hatte ihren Durchbruch an der Rio-Konferenz über Umwelt und Entwicklung (1992), die die Erkenntnisse des Brundtland-Berichtes (1987) aufgriff und eine so genannte Agenda 21 aufstellte. Nachhaltige Entwicklung soll die arme Bevölkerung in die Lage versetzen, eigenständig die eigenen Lebensbedingungen zu verbessern, ohne sich an Standards in anderen Ländern zu messen. Das Prinzip der Hilfe zur Selbsthilfe steht im Vordergrund, und es werden Projekte gefördert, die
- arbeitsintensiv im Sinne der Arbeitsbeschaffung sind und den Effekt haben, dass Beschäftigung und eigenständiges Wirtschaften generiert wird;
- angepasst an die kulturellen, räumlichen und wirtschaftlichen Strukturen sind und
- durch die Beachtung von Ressourcenverbrauch und Umweltverträglichkeit dauerhaft und zukunftsträchtig sind.

Bei der 55. UN-Generalversammlung (Millennium-Gipfel) zogen die Vereinten Nationen eine verheerende Bilanz: Zu diesem Zeitpunkt lebten über eine Milliarde Menschen in absoluter Armut. Damit muss jeder fünfte Mensch auf der Welt mit weniger als einem Dollar am Tag auskommen; mehr als 700 Millionen Menschen hungern und sind unterernährt. Deshalb verabschiedeten am 8. September 2000 189 Mitgliedsstaaten der Vereinten Nationen mit der Millenniumserklärung einen Katalog grundsätzlicher, verpflichtender Zielsetzungen für alle UN-Mitgliedsstaaten.

## Ziele der Entwicklungspolitik
Die Ziele der Entwicklungspolitik sind vom jeweiligen Land abhängig. Das Bundesministerium für wirtschaftliche Zusammenarbeit und Entwicklung (BMZ) definiert folgende Ziele:
- Bekämpfung der Armut
- Bildung fördern
- Entschuldung vorantreiben
- Ernährung sichern
- Frieden sichern
- Gleichberechtigung der Geschlechter
- Globalisierung gestalten
- Gute Regierungsführung (Good Governance)
- Leben retten, Gesundheit fördern
- Menschenrechte wahren, Demokratie fördern
- Umwelt und Ressourcen bewahren
- Investitionen fördern, Arbeitsplätze schaffen[1]

### Armutsbekämpfung
Nach Angaben der Weltbank lebten 2005 etwa 1,4 Milliarden Menschen, mehr als ein Fünftel der Menschheit, in absoluter Armut, das heißt, sie mussten mit weniger als 1,25 US-Dollar pro Tag auskommen. Armut ist eines der größten Probleme der Gegenwart, ihre Bekämpfung gilt als die wichtigste Aufgabe der Entwicklungshilfe.
Diese rein quantitative Definition der Armut ist jedoch keineswegs unumstritten, da sie kaum etwas über die tatsächliche Lebensqualität aussagt. „‚Der arbeitslose Arbeiter in den Slums von Caracas‘, schreibt Jean Chesnaux, ‚entdeckt mit Erstaunen, dass er, gemessen in Termini des Bruttosozialprodukts, einen Lebensstandard genießt, der zum Neid Anlass gibt, der Fischer auf Samoa, dem es als Selbstversorger ganz gut geht, lernt, dass er, gemessen am Bruttosozialprodukt, einer der ärmsten Bewohner der Welt ist.‘“
Da die Armut als Bruttosozialprodukt pro Kopf unter einem bestimmten Wert definiert wurde, lag es nahe, die Armut über Wachstum bekämpfen zu wollen. Wenn die Wirtschaft als Ganzes wachse, so nahm man an, wachse auch das Einkommen der Ärmsten. Das ist aber nicht notwendig der Fall.
Ob das Wirtschaftswachstum letztlich tatsächlich den Armen zugutekommt, ist umstritten. Selbst die Anhänger einer Wachstumsstrategie sehen das Wachstum jedoch lediglich als eine notwendige, nicht aber eine hinreichende Bedingung zur Armutsbekämpfung. Darüber hinaus brauche es Umverteilungen, beispielsweise in Form von Gratisschulen, effizienten, staatlichen Verwaltungen oder Rechtssicherheit.
Ein Ansatz der Entwicklungspolitik versucht deshalb die Armut mittels Hilfe zur Selbsthilfe zu bekämpfen. Ein Mittel der Hilfe zur Selbsthilfe ist der Bereich Mikrofinanz. Bei diesem Ansatz geht man davon aus, dass es den Menschen in den Entwicklungsländern meist nicht an Ideen oder dem Willen etwas zu tun fehle, sondern an den finanziellen Möglichkeiten Investitionen zu tätigen.
Auch strukturelle Reformen sind ein wichtiger Ansatz, da hierdurch die Ursachen und nicht nur Erscheinungsformen der Armut beseitigt werden. Auf nationaler Ebene betrifft dies etwa Demokratisierung, Landreformen und Dezentralisierung. Auf internationaler Ebene geht es um die Lösung der Verschuldungskrise (Entschuldung) und die Schaffung eines fairen Welthandelssystems, das auch ökologisch und sozial nachhaltig ist.
Da für den armen Bevölkerungsteil einer Gesellschaft die Arbeitskraft oftmals die einzige Möglichkeit ist, ihren Lebensunterhalt zu bestreiten, ist die Bekämpfung von Arbeitslosigkeit und Unterbeschäftigung von großer Bedeutung. Darüber hinaus muss dafür gesorgt werden, dass Arbeitende von ihrem Einkommen auch ihren Lebensunterhalt sichern können (Working Poor, Mindestlöhne).

### Ernährung
Die Bekämpfung des Hungers hängt eng mit der Bekämpfung der Armut zusammen, denn oft verhindert fehlende Kaufkraft, dass vorhandene Nahrungsmittel zu denjenigen gelangen, die sie dringend nötig hätten.
Nahrungsmittellieferungen können -besonders in Krisensituationen- ein kurzfristiges Mittel zur Hungerbekämpfung sein, langfristig müssen die betroffenen Menschen aber in die Lage versetzt werden, sich selbst zu ernähren. Da über 50 % der Hungernden Kleinbauern sind, ist die Förderung der (kleinbäuerlichen) Landwirtschaft hierbei zentral.
Oft wird der Einsatz von Gentechnik in der Landwirtschaft als Mittel zur Produktionssteigerung und damit Hungerbekämpfung propagiert. Kritiker wenden ein, dass Hunger heute weniger eine Frage von zu wenig Nahrung sei als vielmehr ein Problem der Verteilung, dass die Gentechnik unabsehbare ökologische Risiken berge und die Bauern in die Abhängigkeit von internationalen Saatgutkonzernen treibe.
Andere Möglichkeiten zur Produktionssteigerung sind umweltschonende Anbaumethoden, die Weiterentwicklung von traditionellem Saatgut, Maßnahmen gegen die Bodenerosion, Verbesserung der Lagermöglichkeiten etc.
Viele Kleinbauern leiden auch deshalb Hunger, weil sie auf wenig und schlechtem Boden wirtschaften. 20 % der Hungernden sind landlose Landarbeiter. Derweil liegen große Landflächen brach oder werden für den Anbau von Exportprodukten statt Grundnahrungsmitteln genutzt. Auch Landreformen wären daher in vielen Ländern eine wichtige Maßnahme gegen den Hunger.

### Gesundheit
| über 15 % 5–15 % 2–5 % 1–2 % 0,5–1 % 0,1–0,5 % keine Daten |

Verbreitung von HIV/AIDS in Afrika (2011) nach Angaben der Weltbank

Jedes Jahr sterben in den ärmsten Ländern der Welt 10 Millionen Kleinkinder an Krankheiten, die vermeidbar wären. 500.000 Frauen sterben bei Schwangerschaft und Geburt, weil es für sie keine ausreichende medizinische Betreuung gibt. 2003 starben drei Millionen Menschen an AIDS und das südliche Afrika ist mit 25,4 Millionen HIV-Infizierten (UNAIDS, 2004), das sind ca. 64,5 Prozent aller HIV-Infizierten, an der Spitzenposition. Dadurch hat sich die Lebenserwartung im südlichen Afrika im Schnitt um zehn Jahre verkürzt. Auch an Krankheiten wie Tuberkulose, Malaria oder Lepra leiden Millionen Menschen.
In Regionen wo nicht einmal die Basisgesundheitsversorgung der Bevölkerung sichergestellt ist, werden Krankenhäuser gebaut, Ärzte und Medikamente zur Verfügung gestellt. Eine der wichtigsten Tätigkeiten ist die Aufklärung über HIV/AIDS und wie man sich davor schützen kann. Gleichzeitig wird der Zugang zu Verhütungsmitteln (vor allem Kondome) vereinfacht, um ungewollte Schwangerschaften und unsichere Abtreibungsmethoden zu verhindern. Ebenfalls wird die Genitalverstümmelung von Mädchen und Frauen bekämpft. Betreuung bei der Geburt reduziert die Mutter- und Säuglingssterblichkeit. Ein weiteres wichtiges Ziel der Entwicklungspolitik ist der Kampf gegen Infektionskrankheiten, doch trotz großer Bemühungen der internationalen Gemeinschaft verbreiten sich die Krankheiten weiter. Zur Erreichung des Millenniumsentwicklungsziels müssten die Anstrengungen zur Krankheitsbekämpfung drastisch verstärkt werden.

### Bildung
Bildung spielt im konventionellen Verständnis der Entwicklungspolitik eine enorm wichtige Rolle in der Armutsbekämpfung; danach könne nur wer lesen, schreiben und rechnen kann, seine Rechte kennen und einfordern, nur er habe die Chance, eine besser bezahlte Arbeitsstelle zu finden. Ohne Bildung sei menschliche Entwicklung nicht möglich. Dabei wird Bildung mit Schulbildung gleichgesetzt. Dennoch können weltweit 862 Millionen Jugendliche und Erwachsene nicht lesen und schreiben. Ungefähr ein Fünftel aller Kinder im schulpflichtigen Alter haben keine Möglichkeit zur Schule zu gehen.
Die Entwicklungspolitik fördert deshalb die Bildung, beispielsweise durch den Bau von Schulen, die Ausbildung von Lehrpersonal und die Beschaffung von Lehr- und Lernmaterial. Gleichzeitig versucht man die unterschiedliche Behandlung der Geschlechter zu überwinden. Um die Eltern zu motivieren ihre Kinder in die Schule zu schicken und den Anreiz für längeren Verbleib in der Schule zu erhöhen, werden Leistungen wie die ärztliche Betreuung der Schüler oder Schulspeisungen angeboten.
Kritiker dieses Ansatzes (unter denen Ivan Illich wohl der erste war) machen geltend, dass die Verbreitung von Schulbildung in der Dritten Welt die soziale Ungleichheit nicht verringere, sondern vergrößere. Trotz großer finanzieller Aufwendungen sei es in den meisten Staaten nicht möglich, ein umfassendes Schulsystem aufzubauen. Die meisten Kinder besuchten die Schule nur einige Jahre und fühlten sich danach als Versager bzw. werden zu solchen gestempelt.
„Blickt man genauer hin, so zeigt sich jedoch, daß dieses Schulsystem eine schmale Brücke über eine breiter werdende gesellschaftliche Kluft baut. Als einzige legitimer Weg versperrt das Schulsystem alle unkonventionellen Übergänge und schiebt dem Leistungsschwachen die Schuld an seiner Randständigkeit zu.“
Ein weiteres Problem sei die zugleich soziale und kulturelle Kluft, die zwischen den schulisch Erfolgreichen und dem Rest der Bevölkerung entstehe. Die schulisch geprägten Eliten führten auf Kosten der Mehrheit einen westlichen Lebensstil oder verließen das Land gleich ganz (brain drain), so dass ihre Bildung der Masse der Bevölkerung, die sie mit ihren Steuern finanziere, nicht zugute komme. Insofern sie die Geschulten von den kulturellen Traditionen entfremdet, wurde die Schule auch als „Instrument kultureller Entlaubung“ bezeichnet. Versuche in Indien im Anschluss an Gandhi alternative Schulen aufzubauen scheiterten weitgehend, da die vom kolonialen, westlich orientierten Schulsystem geprägten Eliten nach der Unabhängigkeit an diesem System festhielten.

### Umweltschutz
Seit der Konferenz von Rio 1992 ist der Umweltschutz (Schutz der Wälder, Klimaschutz, Bewahrung der Artenvielfalt) eine Komponente der Entwicklungspolitik. Ohne den Schutz und die Bewahrung der Umwelt ist keine nachhaltige Entwicklung möglich.
Bei der Untersuchung des Reichtums von Staaten hat die Weltbank 2005 eine neue Bemessung angewendet, die Umweltressourcen eines Landes miteinbezogen und zum Beispiel den Wert von Fischbeständen, Wäldern, Bodenschätzen und Energievorkommen miteinberechnet. Dabei kommt sie zum Schluss, dass die armen Länder durch Raubbau an der Natur weiter an Reichtum verlieren.
Weltweit und vor allem in den Industrieländern muss der Ressourcenverbrauch eingedämmt werden. Den ärmeren Ländern darf aber dadurch nicht die Basis für ihre weitere Entwicklung entzogen werden. Die Entwicklungspolitik kümmert sich um die richtige Handhabung dieser Ressourcen durch Beratung der Regierung. Dadurch wird zum Beispiel versucht den Boden zu schützen, eine weitere Ausbreitung der Wüstengebiete (Desertifikation) zu verhindern, durch bessere Technik in der Wasserverteilung Wasser besser zu nutzen, die Versalzung und Kontamination der Böden zu verhindern.

### Friedenssicherung
Durch Kriege und ihre Folgen sterben bis zu einer Million Menschen pro Jahr. Mehr als neunzig Prozent der fast 200 Kriege, die seit 1945 stattgefunden haben, wurden in Entwicklungs- und Transformationsländern ausgetragen.
Die Friedenssicherung versucht präventiv zu wirken. Dies kann durch Stärkung der demokratischen Prinzipien, gerechte Verteilung der Ressourcen, Schutz von Minderheiten oder durch Vermittlung geschehen. In Deutschland wurde 1999 mit dem Zivilen Friedensdienst (ZFD) auf Initiative zivilgesellschaftlicher Organisationen ein besonderes Instrument zur Friedensförderung im Rahmen der EZ geschaffen. Friedenserzwingende militärische Maßnahmen gehören in der Regel nicht zur Entwicklungspolitik – diese baut darauf, dass die involvierten Parteien den Frieden erhalten und daran mitarbeiten wollen.

### Menschenrechte und Demokratie
Die Wahrung der Menschenrechte ist eine genauso wichtige Voraussetzung für eine positive Entwicklung wie gerechte Handelsbedingungen und Schuldenerlass. Eine spezielle Rolle bei den Menschenrechten spielen die Gleichberechtigung der Frau und die Rechte der Kinder. In diesem Bereich sind der Entwicklungspolitik jedoch Grenzen gesetzt: Sie baut auf den Willen der betroffenen Regierung, ein demokratisches Regierungssystem einzuführen und die Menschenrechte einzuhalten – die Erzwingung dieser Maßnahmen gehört in der Regel nicht zum Bereich der Entwicklungspolitik, auch wenn die Entwicklungspolitik durch finanzielle Maßnahmen (Bedingungen bei Schuldenerlassen) Druck auf die betroffenen Regierungen ausübt.
Gefestigte Demokratien sind seltener in kriegerische Auseinandersetzungen verwickelt, und die demokratische Kontrolle der Macht durch die Bevölkerung erschwert Menschenrechtsverletzungen und Amtsmissbrauch. Wesentliche Merkmale von Demokratien sind Rechtsstaatlichkeit, Good Governance, freie Wahlen, Mehrparteiensysteme, ein unabhängiges Justizsystem und Pressefreiheit. Die Entwicklungspolitik versucht außerdem die Korruption in den betroffenen Ländern zu bekämpfen.

### Entschuldung
Eine hohe Verschuldung verhindert eine nachhaltige Entwicklung. 1996 beschlossen die Weltbank und der Internationale Währungsfonds (IWF) eine Initiative zur Reduzierung der Schuldenlast der am höchsten verschuldeten Länder. 1999 wurde diese Initiative zur Entschuldung von der G8-Gruppe weiter ausgeweitet (HIPC-Initiative). 36 HIPC-Ländern (heavily indebted poor countries, hoch verschuldete arme Länder) soll ein Schuldendiensterlass von insgesamt 71 Milliarden US-Dollar gewährt werden. Den Ländern werden im Schnitt zwei Drittel ihrer Schulden erlassen. (Darin sind auch individuelle bilaterale Schuldenerlasse einzelner Gläubigerländer enthalten.) Die Entschuldung ist an verschiedene Auflagen gebunden: wirtschafts- und sozialpolitische Reformen und die Verwendung der Mittel zur Armutsbekämpfung. Im Juni 2005 beschlossen die Finanzminister der G8-Staaten einen weitergehenden Schuldenerlass, der den für die HIPC-Initiative qualifizierten Ländern zusätzlich bis zu 55 Milliarden US-Dollar Verbindlichkeiten streicht. Ihnen können alle Schulden bei der Weltbank, dem Internationalen Währungsfonds und der Afrikanischen Entwicklungsbank erlassen werden. Voraussetzung dafür ist die Erfüllung strenger Kriterien im Bereich der Good Governance. 18 Länder, vor allem in Afrika südlich der Sahara, profitieren sofort davon – ihnen wurden 40 Milliarden US-Dollar an Verbindlichkeiten erlassen. Neun weitere können sich in den nächsten Monaten noch qualifizieren. Die übrigen zehn HIPC könnten später noch dazukommen.

### Globalisierung
Die Globalisierung übt heute einen erheblichen Einfluss auf die sozialen, politischen und wirtschaftlichen Rahmenbedingungen auf der ganzen Welt aus, auch in den Entwicklungsländern. Daher spielen die Globalisierung, ihre Chancen und Risiken und Möglichkeiten zu ihrer Gestaltung eine wesentliche Rolle in der Entwicklungspolitik.
Globalisierung gerecht zu gestalten bedeutet, die Bedingungen sowohl in den Entwicklungs- als auch in den Industrieländern und auf internationaler Ebene zu verbessern. Damit die Menschen in den Entwicklungsländern von den Vorteilen der Globalisierung profitieren können, müssen ihre Interessen im Welthandelssystem besser berücksichtigt werden. Insgesamt muss ein gerechter Welthandel aufgebaut werden, der auch sozialen und ökologischen Gesichtspunkten Rechnung trägt. Exportsubventionen, mit denen die Industrieländer eigene Überschussprodukte (v. a. aus der Landwirtschaft) zu Billigstpreisen auf die Märkte der Entwicklungsländer werfen und so das einheimische Gewerbe ruinieren, müssen aus Sicht der Entwicklungspolitik abgeschafft werden.
Traditionell ist die Zusammenarbeit im Handelsbereich mit den Ländern Afrikas, der Karibik und des Pazifik (AKP-Staaten) ein Schwerpunkt der europäischen Entwicklungspolitik (Cotonou-Abkommen).

## Akteure der Entwicklungspolitik und -zusammenarbeit

### Deutschland
- Bundesministerium für wirtschaftliche Zusammenarbeit und Entwicklung (BMZ)
- Auswärtiges Amt (AA)
- DEG – Deutsche Investitions- und Entwicklungsgesellschaft mbH – Finanzierung von privaten Investitionen und Schwellen- und Entwicklungsländern
- Deutsche Gesellschaft für Internationale Zusammenarbeit (GIZ)
- Kreditanstalt für Wiederaufbau (KfW) – Finanzielle Zusammenarbeit
- Deutscher Entwicklungsdienst (DED)
- Engagement Global als zentrale Servicestelle zur Förderung entwicklungspolitischen Engagements von Einzelpersonen, Gruppen und politischen Gemeinden
- InWEnt (Aus- und Fortbildung von Fach- und Führungskräften)
- Deutsches Institut für Entwicklungspolitik (DIE) – Forschung, Politikberatung, Ausbildung von Hochschulabsolventen für Entwicklungszusammenarbeit
- Social Watch Deutschland
- Zentrale Auslands- und Fachvermittlung (ZAV)
- Save the Children als weltweit größtes Kinderhilfswerk mit dem neuen Standort Deutschland
- Servicestelle Kommunen in der Einen Welt als Kompetenzzentrum für kommunale Entwicklungspolitik in Deutschland
- terre des hommes als wichtiges entwicklungspolitisches Kinderhilfswerk
- Kirchliche Hilfsorganisationen, z. B. Brot für die Welt, Bischöfliches Hilfswerk Misereor, Evangelische Zentralstelle für Entwicklungshilfe (EZE), Arbeitsgemeinschaft für Entwicklungshilfe (AGEH), Franziskanerinnen von Reute
- Politische Stiftungen: Friedrich-Naumann-Stiftung für die Freiheit (FNSt), Heinrich-Böll-Stiftung (HBS), Friedrich-Ebert-Stiftung (FES), Konrad-Adenauer-Stiftung (KAS), Hanns-Seidel-Stiftung (HSS), Rosa-Luxemburg-Stiftung
- nichtstaatliche Organisationen (NGO), z. B. Welthungerhilfe, Plan International, Aktionsgemeinschaft Solidarische Welt, Klima-Bündnis, Weltfriedensdienst, Senior Expert Service SES, German Doctors, Pan y Arte, EIRENE, Forum Ziviler Friedensdienst, Christoffel-Blindenmission, Solidaritätsdienst International
- Bündnis Entwicklung Hilft

### Österreich
- Austrian Development Agency
- HORIZONT3000
- Jugend Eine Welt
- Caritas Österreich

### Schweiz
- Direktion für Entwicklung und Zusammenarbeit DEZA
- Schweizerisches Arbeiterhilfswerk SAH
- Erklärung von Bern EvB
- Alliance Sud: Helvetas, Swissaid, Hilfswerk Evangelischer Kirchen HEKS, Caritas, Fastenaktion, Brot für alle

### Europäische Union
- Rat der Europäischen Union
- Europäische Kommission – Kommissar für Entwicklung und Humanitäre Hilfe; Europäisches Amt für humanitäre Hilfe

### China
- Volksrepublik China, Chinas Entwicklungsfinanzierung für Afrika

### International
- OECD
- Vereinte Nationen
- Bevölkerungsfonds der Vereinten Nationen
- Entwicklungsprogramm der Vereinten Nationen
- Programm der Vereinten Nationen für menschliche Siedlungen
- Umweltprogramm der Vereinten Nationen
- Welternährungsprogramm der Vereinten Nationen

## Kritik
Es lassen sich fünf Formen der Kritik an der Entwicklungspolitik unterscheiden:
- Kritik an einzelnen Projekten
- Allgemeine Kritik an der praktischen Umsetzung der Entwicklungspolitik, zum Beispiel die Wirksamkeit der Maßnahmen betreffend: zu geringe Nachhaltigkeit, Versanden der Aktionen nach Ablauf der Maßnahme; aber auch die Folgen der Umsetzung betreffend: millionenfache Vertreibung von Menschen im Rahmen von Infrastrukturprojekten[7], Naturzerstörung
- Kritik an den Zielen der Entwicklungspolitik und am Begriff „Entwicklung“ selbst: Die evolutionäre Perspektive der Entwicklung wird kritisiert, Ziele wie Fortschritt und Industrialisierung. In den Augen der Kritiker werden durch die Entwicklungspolitik nichtindustrielle Lebensformen abgewertet und deren Existenzberechtigung in Frage gestellt.
- Kritik an Entwicklungspolitik als einer neo-kolonialen imperialistischen Strategie, die die Abhängigkeit der ehemaligen Kolonien von den reichen westlichen Staaten stetig ausbaut.
- Kritik aus dem nationalen Lager zufolge verfährt die Entwicklungspolitik allzu großzügig – das Geld sei besser im eigenen Land zu verwenden. Die Entwicklungsländer seien für ihre Situation selbst verantwortlich.

Zu den Hauptkritikern der Entwicklungshilfe gehört der kenianische Wirtschaftsexperte James Shikwati. Sachhilfen wie Lebensmittel und Kleiderspenden würden die örtlichen Märkte zerstören, und Hilfsgelder würden persönlicher Bereicherung zum Opfer fallen. Er plädiert dafür, die Entwicklungshilfe komplett einzustellen.
Dasselbe forderte auch die deutsche Politikerin Brigitte Erler in ihrem 1985 veröffentlichten Buch „Tödliche Hilfe“. Darin kritisierte sie u. a., dass Entwicklungshilfe vorrangig der Marktöffnung für europäische Industrieprodukte dient und den Export landwirtschaftlicher Produkte aus Ländern mit Hunger fördert.
Ein Initiativkreis von Entwicklungsfachleuten hat im September 2008 den Bonner Aufruf für eine andere Entwicklungspolitik veröffentlicht, der ein Versagen der bisherigen Entwicklungspolitik konstatiert und eine radikale Neuorientierung fordert. Der Aufruf und seine im März 2009 veröffentlichte Erweiterung Bonner Aufruf Plus wird von den Unterzeichnern unterstützt und hat die Debatte über Möglichkeiten und Grenzen der Entwicklungspolitik neu angefacht. Ansichten des Bonner Aufrufs werden von anderen Mahnern der Entwicklungspolitik als teilweise inkonsistent und nicht überzeugend bezeichnet.
Auch die Entwicklungsforschung setzt sich kritisch mit Entwicklungspolitik auseinander. So ist z. B. die Forschung im Rahmen von Nord-Süd-Forschungszusammenarbeit darum bemüht, auch Perspektiven aus dem Globalen Süden in die Analyse von Entwicklungspolitik einzubeziehen.

### Bücher
- Michael Bohnet: 40 Jahre Brücken zwischen Entwicklungsforschung und Entwicklungspolitik. Vorwort Dirk Messner; Einführung Franz Nuscheler. Verlag Scientia Bonnensis, Bonn 2011, ISBN 978-3-940766-43-4.
- Michael Bohnet: Geschichte der deutschen Entwicklungspolitik: Strategien, Innenansichten, Zeitzeugen, Herausforderungen. (= utb4320). UVK Verlagsgesellschaft, Konstanz / München 2015, ISBN 978-3-8252-4320-3.
- Werner Hennings: Entwicklungsforschung. Eine Bestandsaufnahme am Beispiel Samoas. Campus, Frankfurt 2009.
- Hans-Rimbert Hemmer: Wirtschaftsprobleme der Entwicklungsländer. 3. Auflage. Franz Vahlen, München 2002, ISBN 3-8006-2836-8.
- Uwe Holtz (Hrsg.): Probleme der Entwicklungspolitik. Bonn 1997, ISBN 3-416-02727-2.
- Uwe Holtz: Entwicklungspolitisches Glossar – 66 wichtige Begriffe zur Entwicklungspolitik. Bonn 2019.
- Hartmut Ihne, Jürgen Wilhelm (Hrsg.): Einführung in die Entwicklungspolitik. 2. Auflage. Münster / Hamburg 2006, ISBN 3-8258-8152-0.
- Berthold Kuhn: Entwicklungspolitik zwischen Markt und Staat. Frankfurt am Main. 2005, ISBN 3-593-37742-X.
- Werner Lachmann: Entwicklungspolitik. Band 1 bis 4. R. Oldenbourg Verlag, München 2004, ISBN 3-486-25139-2, ISBN 3-486-22944-3, ISBN 3-486-21033-5, ISBN 3-486-22956-7.
- Franz Nuscheler: Lern- und Arbeitsbuch Entwicklungspolitik. Dietz, Bonn 2004, ISBN 3-8012-0350-6.
- Dieter Oberndörfer (Hrsg.): Entwicklungspolitik. Kohlhammer, Stuttgart 1986, ISBN 3-17-009003-8.
- Theo Rauch: Entwicklungspolitik. Theorien, Strategien, Instrumente. Westermann, Braunschweig 2009, ISBN 978-3-14-160353-8.
- Oliver Razum, Hajo Zeeb, Ulrich Laaser (Hrsg.): Globalisierung – Gerechtigkeit – Gesundheit. Einführung in International Public Health. Huber, Bern 2006, ISBN 3-456-84354-2.
- Gilbert Rist: Le développement, Histoire d'une croyance occidentale. Presses de Sciences Po, Paris 1996. (engl.: The History of Development: From Western Origins to Global Faith. 3. Auflage. Zed Books, London 2008, ISBN 978-1-84813-189-7; auch auf italienisch und spanisch erschienen)
- Jürgen H. Wolff: Entwicklungspolitik – Entwicklungsländer: Fakten – Erfahrungen – Lehren. 2. Auflage. München 1998, ISBN 3-7892-8761-X.
- Aram Ziai: Entwicklung als Ideologie? Das klassische Entwicklungsparadigma und die Post-Development-Kritik: Ein Beitrag zur Analyse des Entwicklungsdiskurses. Deutsches Übersee-Institut, 2003, ISBN 3-926953-61-6.

### Zeitschriften
- Entwicklungspolitik. In: Aus Politik und Zeitgeschichte. 10/2010 (online).
- iz3w
- E+Z Entwicklung und Zusammenarbeit